# دجي (أنجوان)
دجي هي قرية تقع في جزيرة أنجوان في جزر القمر. بلغ عدد سكانها 1,664 نسمة حسب إحصاء عام 1991. و2,929 في تقدير عام 2009.